# Bactra bactrana
Bactra bactrana es una especie de polilla del género Bactra, categorizada en la tribu Olethreutini, de la subfamilia Olethreutinae.

## Distribución
Se distribuye por España.

## Taxonomía
Fue descrita por Kennel en 1901 y publicada en (Semasia), Dt. ent. Z. Iris 13(1900): 269.